# Wightman Wells Garner
Wightman Wells Garner, född 15 juli 1875 i Timmonsville, South Carolina, död 19 mars 1956 i Washington DC, var en amerikansk kemist och botaniker.
Wightman Wells Garner blev filosofie doktor vid Johns Hopkins University 1900, anställdes vid jordbruksdepartementet 1903 och blev 1941 chefsfysiolog vid dess avdelning för tobaksväxter. Han utförde uppmärksammade försök över dagslängdens betydelse för växternas utveckling, delvis i samarbete med Harry Ardell Allard, sammanfattade i Garners Comparative responses of long-day and short-day plants to the relative length of day and night (i Plant Physiology, 8, 1933). Garner undersökte även de oorganiska ämnenas betydelse som växtnäring och utgav The production of tobacco (1946).